# Ectoedemia erythrogenella
Ectoedemia erythrogenella is een vlinder uit de familie dwergmineermotten (Nepticulidae). De wetenschappelijke naam is voor het eerst geldig gepubliceerd in 1908 door Joannis.
De soort komt voor in Europa.